# Thierry de Luxembourg
Pour les articles homonymes, voir Thierry de Lorraine.
Thierry II de Luxembourg (Dietrich II), mort en 1081 fut le 47e évêque de Metz, de 1006 à 1047. Il était fils de Sigefroy Ier, comte de Luxembourg et d’Hedwige de Norgau et d’Egisheim.

## Biographie
Son oncle étant le duc Frédéric Ier de Lorraine, il est parfois appelé Thierry II de Lorraine. Il est également le frère de l'impératrice Cunégonde de Luxembourg épouse de l'empereur Henri II du Saint-Empire à partir de 1014. Il était coadjuteur de son prédécesseur Adalbéron II de Metz.
A la mort d'Adalbéron II en 1005, Thierry de Luxembourg fut nommé tuteur et administrateur du diocèse de Metz pour son tout jeune petit-cousin Adalbéron de Lorraine († 1006), encore mineur, élu à Metz. Avec l'aide d'un soulèvement populaire en sa faveur, il chasse Adalbéron et se fait proclamer évêque de Metz, sans le consentement royal d'Henri II. Ces troubles étaient directement liés aux luttes partisanes en Lorraine pour la suprématie, entre la maison ducale régnante et la maison de Luxembourg. 
Lorsque la famille du comte de Luxembourg tenta de prendre pied dans l'archevêché de Trèves, en contournant le pouvoir royal, par la candidature spontanée du frère de Thierry, Adalbéron de Luxembourg, au siège épiscopal, cela entraîna un conflit ouvert avec l'empereur Henri II. Ce dernier dévasta, avec le duc de Lorraine, le diocèse de Metz et assiégea la cité messine à deux reprises. 
En réponse à la menace d'excommunication émise par l'épiscopat allemand, lors du synode de Coblence de 1012, l’évêque Thierry céda et se rapprocha de l'empereur à partir de 1014, date du mariage de sa sœur Cunégonde. La réconciliation finale eut lieu en 1018 à l'occasion de la réintégration du frère de Thierry, Henri, comme duc de Bavière. Lors de l'élection royale du 8 septembre 1024, Thierry, aux côtés d'Aribon de Mayence, représenta la candidature de Conrad II le Salique, tandis que ses adversaires lorrains soutenaient Conrad le Jeune. L'évêque Thierry acquit une grande influence, notamment à la cour de Conrad II.
Sous le règne de Thierry de Luxembourg, fut achevée la cathédrale ottonienne de Metz, commencée au siècle précédent par l'évêque Thierry Ier. L'édifice ottonien, qui fut remplacé deux siècles plus tard par l'édifice gothique actuel, fut consacré le 27 juin 1040, en présence de l’évêque Gérard de Cambrai. L'évêque Thierry fit don à son église épiscopale d'un bras reliquaire de son patron, le saint proto-martyr Étienne.